# Istenszülő elszenderedése fatemplom (Élesd)
Az élesdi Istenszülő elszenderedése fatemplom műemlékké nyilvánított épület Romániában, Bihar megyében. A romániai műemlékek jegyzékében a  BH-II-m-B-01096 sorszámon szerepel.

## Története
A fatemplomot Kőaljáról telepítették át az Élesd melletti Szent Illés-kolostorba.